# Juan Bravo Rivera
Juan Bravo Rivera (Londres, 7 de julio de 1963) es un político y funcionario español. Perteneciente al Cuerpo Técnico de Administración General de la Comunidad de Madrid, ha desempeñado diversos cargos en los equipos de gobierno de Alberto Ruiz-Gallardón.

## Biografía
Licenciado en Derecho por la Universidad Complutense de Madrid. Funcionario de carrera del Cuerpo Técnico de Administración General de la Comunidad de Madrid.
- Presidente de ADIF.

noviembre de 2016 - junio de 2018.
- Consejero Delegado de Metro de Madrid, S.A.[4][5][6]

septiembre de 2015 - noviembre de 2016.
- Director departamento de Gerencia de la Agencia de evaluación y calidad en la Agencia Estatal de Evaluación de Políticas Públicas y Calidad de los Servicios (AEVAL)[7]

octubre de 2014 – septiembre de 2015.
- Subsecretario del Ministerio de Justicia[8]

enero de 2012 – octubre de 2014 
- Concejal de Hacienda y Administración Pública del Ayuntamiento de Madrid[9]

junio de 2003 – diciembre de 2011  
- Consejero de Hacienda y Administración Pública de la Comunidad de Madrid[10]

septiembre de 2001 – junio de 2003  
- Viceconsejero de Hacienda de la Comunidad de Madrid[11]

enero de 1997 – septiembre de 2001  
- Director General de Presupuestos y Patrimonio de la Comunidad de Madrid[12]

junio de 1995 – enero de 1997